# Route nationale 842
Pour les articles homonymes, voir Route 842.
La route nationale 842 ou RN 842 était une route nationale française reliant Pino à Santa-Severa. À la suite de la réforme de 1972, elle a été déclassée en RD 180.

## Ancien tracé de Pino à Santa-Severa (D 180)
- Pino 42° 54′ 34,47″ N, 9° 21′ 11,62″ E
- Col de Sainte-Lucie
- Luri 42° 53′ 50,11″ N, 9° 24′ 23,5″ E
- Santa-Severa 42° 53′ 18,07″ N, 9° 28′ 23,74″ E